# زندگی جعلی من
زندگی جعلی من (انگلیسی: My Life as a Fake) عنوان رمانی از نویسندهٔ استرالیایی، پیتر کری است که در سال ۲۰۰۳ منتشر شد. این داستان، روایت خلق شاعری غیرواقعی و جعلی به نام ارن مالی است که شعرهایی به نام او در مجلهٔ ادبی پنگوئن‌های عصبانی منتشر می‌شود.

## معرفی
این رمان در سال ۲۰۰۳ بر اساس زندگی ارنست مالی شاعر دروغین میانه قرن بیستم استرالیا نوشته شد. شخصیت اصلی این اثر دارای یک زندگی دوگانه است. در این رمان با شخصیتی مواجهیم که از ملبورن به کوالالامپور فرار کرده اما با شخصیتی زاییده ذهنیت خودش درگیر است. او تصور می‌کند که مدام از سوی شخصیتی که خودش خلق کرده تعقیب می‌شود و همین نوع نگاه او را به مسیرهایی جدای از مسیرهای عادی زندگی می‌کشاند.
در این رمان از ایدهٔ کلاهبرداری ۲۴ ساله زنده‌شده الهام گرفته شده‌است؛ این فرد مبتکر، عصبانی، چندزبانه و داناست. او علاقه‌مند بود تعیین کند آفرینشگر شخصیت روایت با مخلوق خویش چگونه رفتار کند؟ داستان با روایت اول شخص از دیدگاه زن جوانی در حال ویرایش مجله‌ای ادبی بیان می‌شود.
خلاصه داستان
در خلاصه داستان این رمان آمده‌است؛ کری ماجرا را از چشم لِیدی سارا وود-داگلاس تعریف می‌کند که در سردبیر مجلهٔ ادبی در لندن است؛ او به گذشته می‌نگرد و کتاب انگار وقایع‌نگاری ماجراهای ابتدای دههٔ هفتاد است که سارا به همراه دوست خانوادگی‌شان، نویسنده و شاعری به نام جان اسلِیتر به مالزی سفر کرده بود. او با مردی به نام کریستوفر چاب آشنا می‌شود که مردی تبعیدی و غیرعادی است و طبق گفته‌های اسلیتر، شاعری نابغه اما خیالی را خلق کرده به نام باب مک کورکل که وقتی اشعارش در مجلهٔ ادبی کوچکی منتشر شد، سردبیر آن خودکشی کرد و چاب، ماجرایی هزارتو برای سارا تعریف می‌کند و او هم می‌خواهد دستش به دفترچهٔ شعر مک کورکل برسد که در اختیار دخترش و زنی دیوانه است، و هم می‌خواهد بفهمد آخر ماجرا چه بوده و کی به کی شده‌است! هنوز به اندازهٔ کافی گیج نشده‌اید؟ پیتر کری هدفی جز این ندارد و با تعقیب و گریزهایش در بالی و سوماترا و و جنگل‌های مالزی، نیمهٔ دوم رمانش را در فضایی جنون‌آمیز روایت می‌کند تا خواننده آخر سر هم نفهمد کریستوفر چاب کیست و باب مک کورکل، کی.
پیشینه روایت
این رمان بر اساس داستانی واقعی نوشته شده‌است؛ ماجرای اِرن مالی ساخته و پرداخته دو مرد ارتشی بود که در ملبورن و در ساعت‌های تنهایی و بی‌کاری، او را خلق کردند. رسانه‌های استرالیا از این همه سروصدا سود بردند و نوشتند و چاپ کردند و فروختند. این شخصیت زاده تخیل دو مرد ارتشی در ژوئن سال ۱۹۴۴ پا به عرصه حیات ادبی استرالیا گذاشت. مکانیکی تنها در یک گاراژ که اشعاری چنان پیچیده و خیره‌کننده می‌سرود که او را با الیوت و دیلان توماس و جورج بیکر و شاعران سورئالیست آن دوران قیاس می‌کردند. مالی در جوانی مرگی فاجعه‌بار داشت و پس از مرگ، اشعارش را خواهرش منتشر کرد؛ مردی که سودای شهرت نداشت و نبوغش را با خود به گور برد. این اتفاق فوق‌العاده‌ای بود اما واقعیت ندارد.

## مضمون
مضمون اصلی این رمان، ابهام واقعیت است؛ زیرا خواننده باید با این سؤال روبه‌رو شود که آیا مردی که ادعا می‌کند باب مک کورکل است، دیوانه‌ای با اختلال هویتی است، کلاهبردار یا یک تصادف و فانتزی که توسط نویسنده خلق شده‌است. این رمان به عنوان بحث و تفسیر دربارهٔ شعر مدرن، به ویژه شعر استرالیایی، اشارات زیادی به ازرا پوند، تی‌اس الیوت، ویستن هیو آودن و والت ویتمن دارد که می‌توان تأثیر آنها را بر پیتر کری مشاهده کرد.

## جوایز
- در لیست کوتاه کتاب سال روزنامه Age در سال ۲۰۰۴.
- در لیست کوتاه بهترین کتاب «جایزه نویسندگان مشترک‌المنافع» (جنوب شرق آسیا و منطقه جنوب اقیانوس آرام) در سال ۲۰۰۴.
- فینالیست لیست کوتاه «جایزه کتاب کی‌ر یاما» حاشیه اقیانوس آرام در بخش داستان‌های تخیلی.
- فینالیست «جایزه مایلز فرانکلین» در سال ۲۰۰۴.
- در لیست کوتاه برترین کتاب‌های تخیلی «جوایز ادبیات کوئینزلند» در سال ۲۰۰۴.
- در لیست بلند «جایزه ادبی بین‌المللی دوبلین» در سال ۲۰۰۵.

## ترجمه
این اثر با ترجمه شهرزاد لولاچی در نشر افق به فارسی ترجمه و منتشر شده‌است.